# راسموس بيرسون (مقدم برامج إذاعية)
راسموس بيرسون (بالسويدية: Rasmus Persson)‏ هو مقدم برامج إذاعية سويدي، ولد في 21 سبتمبر 1983 في Ransäter ‏ في السويد.